# Cantó de Berna
Berna (en alemany Bern, en francès Berne, en romanx i italià Berna) és un cantó de Suïssa.

## Població
El cantó és bilingüe: (al 2014) es parlava tant alemany (85,1% de la població) com francès (10,4%). La majoria germanòfona parla l'alemany bernès, un subdialecte de l'alemany suís. Els francòfons viuen a la part occidental i septentrional del cantó, al Jura bernès. Tant l'alemany com el francès es parlen al districte bilingüe de Biel/Bienne. Al govern i administració cantonals, ambdues llengües són oficials en plena igualtat.
Berna té una població (a desembre de 2018) de 1.034.977 habitants. El 2014, el 15,0% de la població era estrangera resident. Durant els any 2010-2014, la població va canviar a un ritme del 3,0%. La majoria de la població (al 2000) tenia l'alemany (804.190 o 84,0%) com a primera llengua, el francès com a segona (72.646 o el 7,6%) i l'italià com a tercera (18.908 o 2,0%). Hi ha 688 persones que parlen romanx. Basant-se en la nova metodologia del cens del 2014, el percentatge de parlants nadius d'alemany va augmentar fins al 85,1%, els francòfons fins al 10,4% i els italians fins al 3,1%. El nombre de parlants de romanx era massa reduït per estimar-lo amb precisió, però era del 0,1%. El cens també va informar que el 2,9% de la població parla anglès com a llengua materna. Els enquestats podien escollir fins a tres idiomes nadius, cosa que suposava un total proper al 100%.
La majoria de la població és de confessió protestant.

## Divisió administrativa

### Regions
Des del 2010, el cantó de Berna està compost per 10 districtes (Verwaltungskreise), que substitueixen els antics 26 (Amtsbezirke, 22 de parla alemanya, 3 de parla francesa i un de bilingüe).

### Municipis
El cantó compta amb 14 ciutats de més de 10 mil habitants, que són:
- Berna, 127.799 habitants
- Bienne, 49.611 habitants
- Thun, 41.252 habitants
- Köniz, 37.771 habitants
- Steffisburg, 15.276 habitants
- Burgdorf/Berthoud, 15.069 habitants
- Ostermundigen, 14.994 habitants
- Langenthal, 14.375 habitants
- Muri bei Bern, 12.475 habitants
- Spiez, 12.384 habitants
- Worb, 11.125 habitants
- Münsingen, 11.093 habitants
- Lyss, 10.967 habitants
- Ittigen, 10.839 habitants